# Токчилик
Токчилик (узб. Toʻqchilik / Тўқчилик) — посёлок городского типа, расположенный на территории Джизакского района Джизакской области Республики Узбекистан.

Статус посёлка городского типа с 2009 года.